# تیومنیاک
تیومنیاک (انگلیسی: Tyumenyak) یک شهرک در شهرستان تویمازینسکی استان باشقیرستان کشور روسیه است.